# Campagne 2010-2012 de l'équipe de Pologne de football
La campagne 2010-2012 de l'équipe de Pologne de football fait suite à la Coupe du monde 2010 à laquelle la Pologne n'a pas participé, ayant été éliminée lors des qualifications. À la suite de cet évènement, la fédération choisit de nommer Franciszek Smuda au poste de sélectionneur, le 29 octobre 2009, et lui donne pour objectif de préparer au mieux la sélection pour « son » championnat d'Europe 2012, organisé conjointement par la Pologne et l'Ukraine.

### Dernières rencontres avant le début de la compétition

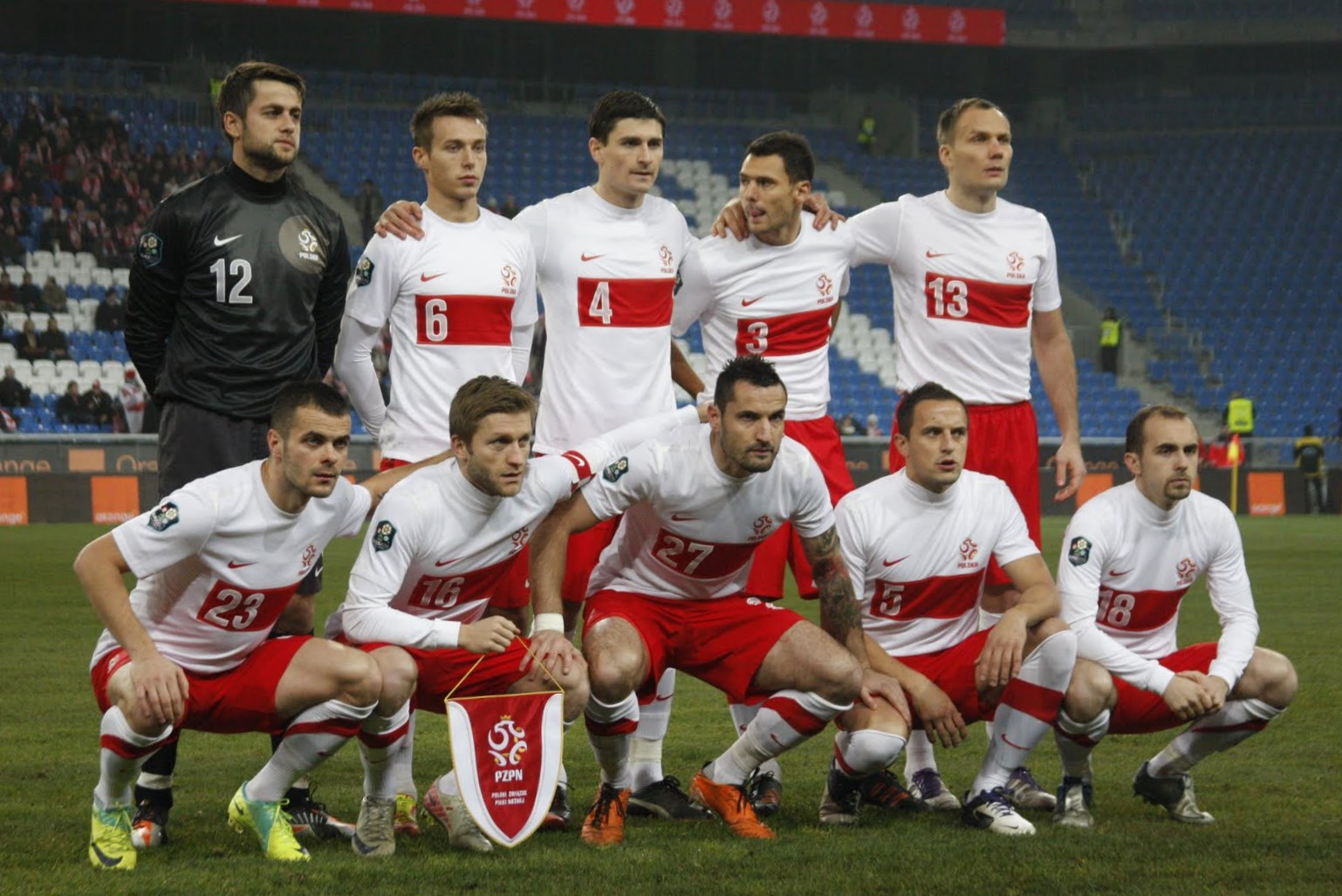
L'équipe en novembre 2011.

## Historique

### Le parcours de l'équipe à l'Euro 2012
Pour le match d'ouverture, l'équipe de Pologne affronte la Grèce au stade national de Varsovie. Mieux entrés dans la partie, les Polonais ouvrent le score grâce à Robert Lewandowski et pensent tenir le match après l'expulsion du Grec Papastathopoulos à la demi-heure de jeu. Mais après le retour des vestiaires, la Grèce change de rythme, domine et égalise par Dimítris Salpingídis. À la 69e minute, le gardien polonais Wojciech Szczęsny est expulsé après une faute dans la surface de réparation sur ce même Salpingídis. Le milieu grec Yórgos Karagoúnis se charge de transformer le pénalty, mais il est arrêté par Przemysław Tytoń, qui devient le premier gardien de l’histoire de l’Euro à arrêter un pénalty immédiatement après son entrée en jeu. Malgré plusieurs occasions de chaque côté, le match se termine sur un match nul,.
Quatre jours plus tard, la Pologne est opposée au leader du groupe A, la Russie, qui a battu quatre à un la République tchèque. Face à l'équipe supposée la plus forte du groupe, les Polonais subissent en première période, les milieux russes étant très actifs, mais répliquent par quelques belles contre-attaques et restent dangereux sur coups de pied arrêtés. Cependant, c'est la Russie qui mène à la pause un à zéro. En seconde période, la Pologne se crée les plus belles occasions et égalise logiquement grâce à une belle frappe du capitaine Jakub Błaszczykowski. Semblant se contenter du résultat nul, les deux équipes se neutralisent en fin de match.

## L'équipe

### Effectif actuel
Le 27 mai, Franciszek Smuda annonce la liste des vingt-trois joueurs sélectionnés pour disputer l'Euro 2012. Cette liste écarte trois joueurs, Kamil Glik, Michał Kucharczyk et Tomasz Jodłowiec, qui figuraient dans la pré-liste du sélectionneur annoncée le 2 mai. Il est à noter également que Łukasz Fabiański, deuxième gardien dans la hiérarchie, a dû déclarer forfait le 26 mai sur blessure, alors qu'il était dans la pré-liste de Smuda, et a été remplacé par Grzegorz Sandomierski.

### Buteurs
mis à jour le 16 juin 2012, après le match contre la République tchèque.
| 9 buts - Robert Lewandowski 7 buts - Jakub Błaszczykowski 5 buts - Paweł Brożek 3 buts - Ludovic Obraniak | 1 but - Ireneusz Jeleń - Adam Matuszczyk - Adrian Mierzejewski - Damien Perquis - Dawid Plizga - Euzebiusz Smolarek - Artur Sobiech - Waldemar Sobota - Marcin Wasilewski | 1 but contre son camp - Vilmos Vanczák (joueur hongrois) |

## Statistiques

### Matchs de la campagne 2010-2012
Le tableau suivant liste les rencontres de l'équipe de Pologne depuis la fin de la Coupe du monde 2010.
| No | Date             | Stade, ville                         | Adversaire         | Score | Compétition | Buteur(s) pour la Pologne                                             | Buteur(s) pour l'adversaire       |
| -- | ---------------- | ------------------------------------ | ------------------ | ----- | ----------- | --------------------------------------------------------------------- | --------------------------------- |
| 1  | 11 août 2010     | Stade municipal, Szczecin            | Cameroun           | 0–3   | Amical      | –                                                                     | Eto'o 30e 53e, Aboubakar 85e      |
| 2  | 4 septembre 2010 | Stade Ludwik Sobolewski, Łódź        | Ukraine            | 1–1   | Amical      | Jeleń 42e                                                             | Seleznyov 90e                     |
| 3  | 7 septembre 2010 | Stade Henryk Reyman, Cracovie        | Australie          | 1–2   | Amical      | Lewandowski 15e                                                       | Holman 18e, Wilkshire 26e (pen.)  |
| 4  | 10 octobre 2010  | Soldier Field, Chicago               | États-Unis         | 2–2   | Amical      | Matuszczyk 30e, Błaszczykowski 73e                                    | Altidore 13e, Onyewu 52e          |
| 5  | 12 octobre 2010  | Stade Saputo, Montréal               | Équateur           | 2–2   | Amical      | Smolarek 60e, Obraniak 70e                                            | Benítez 32e 78e                   |
| 6  | 17 novembre 2010 | Stade municipal, Poznań              | Côte d'Ivoire      | 3–1   | Amical      | Lewandowski 19e 80e, Obraniak 65e                                     | Gervinho 45+1e                    |
| 7  | 10 décembre 2010 | Complexe Mardan, Aksu                | Bosnie-Herzégovine | 2–2   | Amical      | Brożek 8e 53e                                                         | Subašić 23e, Misimović 56e (pen.) |
| 8  | 6 février 2011   | Complexe sportif, Santo António      | Moldavie           | 1–0   | Amical      | Plizga 15e                                                            | –                                 |
| 9  | 9 février 2011   | Estádio Algarve, Faro                | Norvège            | 1–0   | Amical      | Lewandowski 19e                                                       | –                                 |
| 10 | 25 mars 2011     | Stade Darius et Girėnas, Kaunas      | Lituanie           | 2–0   | Amical      | –                                                                     | Mikoliūnas 18e, Česnauskis 29e    |
| 11 | 29 mars 2011     | Stade Karaïskaki, Le Pirée           | Grèce              | 0–0   | Amical      | –                                                                     | –                                 |
| 12 | 5 juin 2011      | Stade de l'armée polonaise, Varsovie | Argentine          | 2–1   | Amical      | Mierzejewski 26e, Brożek 67e                                          | Ruben 47e                         |
| 13 | 9 juin 2011 F    | Stade de l'armée polonaise, Varsovie | France             | 0–1   | Amical      | –                                                                     | Jodłowiec 11e (csc)               |
| 14 | 10 août 2011     | Dialog Arena, Lubin                  | Géorgie            | 1–0   | Amical      | Błaszczykowski 37e                                                    | –                                 |
| 15 | 2 septembre 2011 | Pepsi Arena, Varsovie                | Mexique            | 1–1   | Amical      | Brożek 27e                                                            | Hernández 35e                     |
| 16 | 6 septembre 2011 | PGE Arena, Gdańsk                    | Allemagne          | 2–2   | Amical      | Lewandowski 55e, Błaszczykowski 90+1e (pen.)                          | Kroos 68e (pen.), Cacau 90+4e     |
| 17 | 7 octobre 2011   | Stade de la Coupe du monde, Séoul    | Corée du Sud       | 2–2   | Amical      | Lewandowski 30e, Błaszczykowski 83e                                   | Park 66e 77e                      |
| 18 | 11 octobre 2011  | BRITA-Arena, Wiesbaden               | Biélorussie        | 2–0   | Amical      | Błaszczykowski 31e, Lewandowski 69e                                   | –                                 |
| 19 | 11 novembre 2011 | Stade municipal, Wrocław             | Italie             | 0–2   | Amical      | –                                                                     | Balotelli 30e, Pazzini 60e        |
| 20 | 15 novembre 2011 | Stade municipal, Poznań              | Hongrie            | 2–1   | Amical      | Brożek 37e, Vanczák 86e (csc)                                         | Priskin 78e                       |
| 21 | 16 décembre 2011 | Complexe Mardan, Aksu                | Bosnie-Herzégovine | 1–0   | Amical      | Sobota 27e                                                            | –                                 |
| 22 | 29 février 2012  | Stade national, Varsovie             | Portugal           | 0–0   | Amical      | –                                                                     | –                                 |
| 23 | 22 mai 2012      | Hypo Group Arena, Klagenfurt         | Lettonie           | 1–0   | Amical      | Sobiech 82e                                                           | –                                 |
| 24 | 26 mai 2012      | Hypo Group Arena, Klagenfurt         | Slovaquie          | 1–0   | Amical      | Perquis 30e                                                           | –                                 |
| 25 | 2 juin 2012      | Pepsi Arena, Varsovie                | Andorre            | 4–0   | Amical      | Obraniak 13e, Lewandowski 37e, Kuba 39e (pen.), Wasilewski 77e (pen.) | –                                 |
| 26 | 8 juin 2012      | Stade national, Varsovie             | Grèce              | 1–1   | Euro 2012   | Lewandowski 17e                                                       | Salpingídis 51e                   |
| 27 | 12 juin 2012     | Stade national, Varsovie             | Russie             | 1–1   | Euro 2012   | Błaszczykowski 57e                                                    | Dzagoïev 37e                      |
| 28 | 16 juin 2012     | Stade municipal, Wrocław             | Tchéquie           | 0–1   | Euro 2012   | –                                                                     | Jiráček 72e                       |

Légende :
- Match gagné
- Match nul
- Match perdu

### Classement du groupe à l'Euro
| Rang | Équipe             | Pts | J | G | N | P | Bp | Bc | Diff |
| ---- | ------------------ | --- | - | - | - | - | -- | -- | ---- |
| 1    | République tchèque | 6   | 3 | 2 | 0 | 1 | 4  | 5  | -1   |
| 2    | Grèce              | 4   | 3 | 1 | 1 | 1 | 3  | 3  | 0    |
| 3    | Russie             | 4   | 3 | 1 | 1 | 1 | 5  | 3  | +2   |
| 4    | Pologne            | 2   | 3 | 0 | 2 | 1 | 2  | 3  | -1   |

### Classement FIFA
| 2010 |       |      |      |       |     |      | juil. | août | sept. | oct. | nov. | déc. |
| ---- | ----- | ---- | ---- | ----- | --- | ---- | ----- | ---- | ----- | ---- | ---- | ---- |
| Rang |       |      |      |       |     |      | 56    | 56   | 66    | 69   | 71   | 73   |
| 2011 | janv. | fév. | mars | avril | mai | juin | juil. | août | sept. | oct. | nov. | déc. |
| Rang | 72    | 71   | 70   | 71    | 71  | 67   | 69    | 65   | 65    | 64   | 66   | 66   |
| 2012 | janv. | fév. | mars | avril | mai | juin | juil. | août | sept. | oct. | nov. | déc. |
| Rang | 68    | 70   | 75   | 65    | 65  | 62   |       |      |       |      |      |      |

Tout comme celui de l'Ukraine, coorganisatrice de l'Euro 2012, le classement FIFA de l'équipe de Pologne se détériore sur la période 2010-2012.
Après avoir fini la « saison » 2009-2010 sur une lourde défaite six à zéro contre l'Espagne, la Pologne ne gagne pas un seul de ses cinq premiers matches et dégringole au classement FIFA, atteignant son pire niveau depuis la création de ce dernier.
Même si les victoires reviennent autour de l'année 2011, la Pologne stagne autour de la 70e place jusqu'en décembre 2011, ses rencontres étant toutes amicales et donc rapportant moins de points (le coefficient « importance du match » étant 2,5 fois plus faible que pour un match de qualification continentale ou mondiale).
En 2012, la tendance ne change pas. Au contraire, la sélection atteint une nouvelle fois son plus bas niveau en mars, étant classée à la 75e place. Le mois suivant, elle connaît à l'inverse sa meilleure progression, gagnant dix places.

### Bilan en cours
Malgré un mauvais début de campagne (trois nuls et deux défaites), l'équipe de Pologne possède un assez bon bilan (onze victoires, neuf matches nuls et cinq défaites) avant le début de l'Euro. De plus, elle reste sur six rencontres sans défaite et cinq sans prendre le moindre but. Au niveau des buts, la Pologne en a marqué trente-deux et encaissé vingt-cinq (+7 à la différence).